# Municipio de Tampacán
Tampacán es uno de los 59 municipios que constituyen el estado mexicano de San Luis Potosí. Se encuentra localizado al centro sureste del estado y aproximadamente a 372 kilómetros de la ciudad de San Luis Potosí. Cuenta con una extensión territorial de 183.20 km².

## Descripción geográfica

### Ubicación
Tampacán se localiza al sureste del estado entre las coordenadas geográficas 21° 24’ de latitud norte, y 98° 44’ de longitud oeste; a una altitud promedio de 120 metros sobre el nivel del mar.
El municipio limita al este con el municipio de San Martín Chalchicuautla, al norte con el municipio de Tampamolón Corona, al oeste con el municipio de Axtla de Terrazas, al sur con el municipio de Tamazunchale y al suroeste con el municipio de Matlapa.

### Orografía e hidrografía
Posee un territorio montañoso, sus principales elevaciones alcanzan los 400 m s. n. m. Sus suelos se formaron en la era Mesozoica, y su uso principalmente es ganadero, forestal y agrícola. El municipio pertenece a la región hidrológica Panuco. Sus recursos hidrológicos son proporcionados principalmente por el río Moctezuma. Además cuenta con arroyos de afluente temporal y algunos manantiales.

### Clima
Su principal clima es el cálido húmedo; con lluvias en verano y sin cambio térmico invernal bien definido. La temperatura media anual es de 28.0°C, la máxima se registra en el mes de mayo (52 °C) y la mínima se registra en enero (3 °C). El régimen de lluvias se registra en el verano, contando con una precipitación media de 2,231 milímetros.

### Principales ecosistemas
Flora
Predomina en el municipio la selva mediana, vegetación localizada hacia las partes más húmedas. La mayor parte de estas son secundarias debido al uso que el hombre le da a estas áreas, las plantas más características son: phcebetán picensis, burseraspo, brosimun alicastrum, zuelaña guinodea, enterolobiume y clucarcum, cedrela. Entre sus pastizales cultivados los más usados son estrella africana, guinea, pangola y buffel.
Fauna
La fauna se caracteriza por las especies dominantes como: tigrillo, venado, puerco espín, pato, conejo, rata de campo, víbora de cascabel y culebra de río.

### Características y uso del suelo
Los suelos de la zona se derivan de la desintegración de rocas sedimentarias, calizas y lutitas. En menor grado también influyen las rocas ígneas; el modo de formación de suelos es aluvial y de edad variable entre recientes y maduros; son recientes los suelos aluviales cercanos al Río Moctezuma, los cuales tienen textura mediana y gruesa, el suelo es apto para la agricultura y ganadería.

## Demografía
La población total del municipio de Tampacán es de 14 348 habitantes, lo que representa un decrecimiento promedio de -1 % anual en el período 2010-2020 sobre la base de los 15 838 habitantes registrados en el censo anterior. Al año 2020 la densidad del municipio era de 76,6 hab/km².
| Gráfica de evolución demográfica de Municipio de Tampacán entre 2000 y 2020 |
|                                                                             |
| Fuente: Instituto Nacional de Estadística Geografía e Informática           |

En el año 2010 estaba clasificado como un municipio de grado medio de vulnerabilidad social, con el 34.61% de su población en estado de pobreza extrema.
La población del municipio está mayoritariamente alfabetizada (14.92% de personas analfabetas al año 2010), con un grado de escolarización en torno de los 7 años. El 67.68% de la población se reconoce como indígena.
El 69.27% de la población profesa la religión católica. El 25.36% adhiere a las iglesias Protestantes, Evangélicas y Bíblicas.

### Localidades
Según el censo de 2010, la población del municipio se distribuía entre 84 localidades, de las cuales 73 eran pequeños núcleos de carácter rural de menos de 500 habitantes.
Las localidades con mayor número de habitantes y su evolución poblacional son:
| Localidad             | Población 2010 | Población 2020 |
| Total Municipio       | 15 838         | 14 348         |
| Chiconamel            | 1236           | 1068           |
| Chililillo            | 589            | 403            |
| Cuayahual             | 351            | 340            |
| El Cedral             | 406            | 392            |
| El Huexco             | 1008           | 885            |
| El Hulero             | 814            | 771            |
| El Refugio            | 320            | 275            |
| La Finca Miraflores   | 540            | 496            |
| Lagunillas            | 341            | 261            |
| Las Mesas             | 369            | 342            |
| La Soledad            | 600            | 663            |
| Los Cues              | 368            | 306            |
| Macuilocatl           | 504            | 491            |
| Nuevo Jalpilla        | 272            | 267            |
| Tampacán              | 1815           | 1703           |
| Tenextitla Dos        | 518            | 477            |
| Tenextitla Uno        | 481            | 467            |
| Totomoxtla (La Ceiba) | 509            | 468            |
| Xochiayo              | 311            | 270            |
| Xochicuatla           | 822            | 676            |

### Sitios de interés
- Posas de Coaxinguila
- Arroyo Grande
- Cascada de Xochicuatla

### Fiestas
Fiestas civiles
- Aniversario de la Independencia de México: 16 de septiembre.
- Aniversario de la Revolución mexicana: El 20 de noviembre.

Fiestas religiosas
- Semana Santa: jueves y viernes Santos.
- Día de la Santa Cruz: 3 de mayo.
- Fiesta en honor de la Virgen de Guadalupe: 12 de diciembre.
- Día de Muertos: 2 de noviembre.
- Fiesta patronal en honor de la Asunción de la Virgen: 15 de agosto.

## Gobierno
Su forma de gobierno es democrática y depende del gobierno estatal y federal; se realizan elecciones cada 3 años, en donde se elige al presidente municipal y su gabinete. El actual presidente es Santiago Rodriguez Posadas, militante del partido de MORENA.
El municipio cuenta con 87 localidades, las cuales dependen directamente de la cabecera del municipio, las más importantes son: Tampacán (cabecera municipal) que es dividido por varios barrios; San Juan, San Jose, Guadalupe, La Cruz, El Rosario y Santa Martha, xochiayo, El Alto del Aguacatal, El Aguacate (Centro la Bajada), Los Bancos, El Cedral, Cuateconco (La Virgen), Cuayahual, Los Cues, El Charco (Felipe Villaseñor), Chiconamel, Chililillo, Chimimexco, Chupadero, Palolco.